# Бесарык (Бесарыкский сельский округ)
Бесарык (каз. Бесарық, до 2004 г. — Талап) — село в Жанакорганском районе Кызылординской области Казахстана. Административный центр Бесарыкского сельского округа. Код КАТО — 434039100.

## История
В границах современного сельского округа находилось упразднённое в настоящее время село Талдысу, в котором в советское время действовал колхоз «Талды-Су» Яны-Курганского района. В этом колхозе трудился Герой Социалистического Труда табунщик Сердали Куримбеков (похоронен на кладбище этого села).

## Население
В 1999 году население села составляло 2275 человек (1167 мужчин и 1108 женщин). По данным переписи 2009 года, в селе проживало 1909 человек (968 мужчин и 941 женщина).